# Lulimuksenjärvi
Lulimuksenjärvi är en sjö i Kiruna kommun i Lappland och ingår i Torneälvens huvudavrinningsområde. Sjön har en area på 0,0655 kvadratkilometer och ligger 430 meter över havet. Lulimuksenjärvi ligger i Pessinki fjällurskog Natura 2000-område.

## Delavrinningsområde
Lulimuksenjärvi ingår i det delavrinningsområde (757454-179553) som SMHI kallar för Mynnar i Kelojoki. Medelhöjden är 423 meter över havet och ytan är 55,56 kvadratkilometer. Det finns inga avrinningsområden uppströms utan avrinningsområdet är högsta punkten. Jussanjoki som avvattnar avrinningsområdet har biflödesordning 4, vilket innebär att vattnet flödar genom totalt 4 vattendrag innan det når havet efter 374 kilometer. Avrinningsområdet består mestadels av skog (71 procent) och sankmarker (28 procent). Avrinningsområdet har 0,34 kvadratkilometer vattenytor vilket ger det en sjöprocent på 0,6 procent.